# 伊萬尼夫卡 (科諾托普區)
51°15′25″N 34°7′7″E / 51.25694°N 34.11861°E
伊萬尼夫卡（烏克蘭語：Іванівка）是位於烏克蘭東北部的村莊，由蘇梅州科諾托普區的新斯洛博達市鎮負責管轄。該村處於謝伊姆河右岸，分別距離馬努希夫卡2公里和沃林采韋3.5公里，海拔高度133米，2001年人口167。